# TV Guide (Deutschland)
TV Guide war der Name zweier deutschsprachiger Programmzeitschriften.
Von 1992 bis 1993 gab es eine Programmzeitschrift TV Guide der Verlagsgruppe Milchstrasse. Von 2007 bis 2012 gab es die im Axel Springer Verlag entstandene Programmzeitschrift TV Guide, die zuletzt zum Gong Verlag gehörte. Beide Zeitschriften standen weder miteinander noch mit den gleichnamigen Zeitschriften in den Vereinigten Staaten und in Kanada in einem Zusammenhang.

## Zeitschrift 1992–1993
Zu Beginn der 1990er-Jahre versuchte die Hamburger Verlagsgruppe Milchstrasse, die zu dieser Zeit bereits die Zeitschriften TV Spielfilm und Cinema verlegte, eine neue Fernsehzeitschrift in Deutschland einzuführen. Sie wurde zunächst ab September 1992 unter dem Namen Kabel TV wöchentlich gestartet und wurde ab November 1992 dann auf zweiwöchentlichen Erscheinungsrhythmus umgestellt und in TV Guide umbenannt. Die Gestaltung der Programmtabellen geschah wie beim US-amerikanischen Original mit der Anordnung der Sender in waagerechten Reihen, die nach Uhrzeiten unterteilt waren. Der Schwerpunkt der Zeitschrift lag, ähnlich wie beim Schwesterblatt TV Spielfilm, auf der Repräsentation des täglichen Spielfilmangebots, für das mehrere Programmseiten vorgesehen waren. Da sich die Zeitschrift auf dem deutschen Fernsehzeitschriftenmarkt nicht etablieren konnte, wurde sie im August 1993 eingestellt.

## Zeitschrift 2007–2012
Am 8. März 2007 war die Programmzeitschrift TV Guide für den deutschen Markt zum Einstiegspreis von 0,50 Euro vom Axel Springer Verlag gestartet. Chefredakteur war Christian Hellmann, der Werbespruch der Zeitschrift war „Ich will doch nur Fernsehen!“.. Die 14-täglich freitags erscheinende Zeitschrift hatte im Gong Verlag in der Erstausgabe eine verkaufte Auflage von 700.000 Stück.
Nach eigenen Angaben setzte der Gong Verlag mit TV Guide auf eine junge Zielgruppe im Alter von 14 bis 49 Jahren. Es überwog der männliche Leseranteil mit 69 % gegenüber dem weiblichen Leseranteil mit 31 % deutlich (Stand: Juni 2009). Der Mantelteil der Programmzeitschrift wurde bewusst sehr reduziert gehalten. Die Berichterstattung konzentrierte sich auf Interviews, Infografiken, Kino-Neustarts, TV-Events, DVD Neuerscheinungen, Musik-CDs und Computerspiele.
Auf zwei Doppelseiten wurden die Spielpläne der einzelnen Fernsehsender aufgelistet. Im Bereich der Listings verzichtete TV Guide auf die von TV Digital, welche ebenfalls von Springer verlegt wird, angebotenen vier Zusatzseiten für die digitalen „Pay TV“-Sender. Anfangs wurden pro Tag auf jeweils zwei weiteren Doppelseiten Filme und Fernsehsendungen vorgestellt und empfohlen. Ab Heft 14/2009 wurden diese zwei Doppelseiten auf eine Doppelseite reduziert. Auf der einen Hälfte wurden Filme vorgestellt und auf der anderen verschiedene Sendungen, nach Rubriken. Das Heft wurde somit von knapp 130 Seiten auf knapp 100 Seiten gestrafft.
Da der Trend dazu neigte, dass die Verlage preiswerte Ableger ihrer modernen 14-täglichen Programmzeitschriften auf den Markt brachten, führte der Axel Springer Verlag TV Guide als günstigen Ableger der erfolgreichen TV Digital ein. Deshalb trug TV Guide anfangs auch den für TV Digital charakteristischen Globus im Logo, der später durch ein Play-Zeichen ersetzt wurde. TV Guide sollte mit den anderen preiswerten Ablegern TV14 (günstige Antwort des Bauer Verlages auf TV Movie) und TV Direkt (Gong-Verlag GmbH & Co. KG) konkurrieren und die Marktführung übernehmen. Der erwartete Preiskrieg und ein daraus resultierender Erfolg blieben jedoch aus. Die erste Auflage von TV Guide betrug 2 Mio. Exemplare, von denen 700.000 Ausgaben verkauft wurden. Die Auflage wurde im Anschluss entsprechend angepasst. Der Preis wurde später auf 0,80 Euro angehoben.
Am 16. November 2011 kündigte der Axel Springer Verlag an, TV GUIDE an den Münchner Gong Verlag, der unter anderem die Programmzeitschriften Gong und TV Direkt herausgibt, zu verkaufen, vorbehaltlich einer Entscheidung des Bundeskartellamts. Am 9. Januar 2012 genehmigte das Bundeskartellamt den Verkauf an den Gong Verlag ohne Auflagen.
TV Guide sollte nach der Übernahme zwar weitergeführt, jedoch nach und nach mit einem Titel aus dem eigenen Portfolio fusioniert werden. Die Marke TV Guide blieb jedoch beim Axel Springer Verlag. Das Heft wurde mit der Ausgabe vom 30. März 2012 eingestellt und durch die Programmzeitschrift TV Genie ersetzt, die ein gleichartiges Logo mit verändertem Schriftzug verwendet.